# Wirki trójjelitowe
Wirki trójjelitowe, wypławki (łac. Tricladida) – rząd drapieżnych bezkręgowców z typu płazińców.

## Środowisko życia
Wypławki występują w wodach słodkich, słonych oraz w wilgotnych tropikalnych środowiskach lądowych. Słodkowodne gatunki można znaleźć zarówno w wodach stojących jak i płynących, w zimnych strumieniach górskich o wartkim prądzie jak i w drobnych śródleśnych oczkach.

## Budowa
Ciało spłaszczone grzbietowo-brzusznie, bez segmentów, pokryte nabłonkiem urzęsionym. Nabłonek wydziela duże ilości śluzu. Otwór gębowy znajduje się na stronie brzusznej w pobliżu środka ciała, prowadzi do gardzieli, a następnie do jelita o trzech pniach (stąd nazwa). Jeden pień skierowany jest do przodu ciała, pozostałe do tyłu. Otworu odbytowego brak, resztki pokarmowe usuwane są przez otwór gębowy. Niedaleko otworu gębowego znajduje się otwór płciowy. Wiele gatunków posiada oczy, choć umożliwiają one tylko odróżnienie ciemności od jasności; większość ma jedną parę takich oczek, ale zdarzają się takie, które mają ich więcej (wielooczka Polycelis sp.). Długość ciała do 5 cm. Ubarwienie ciała zróżnicowane: od prawie przezroczystego przez barwę białą po czarną. Gatunki morskie są bardzo kolorowe, kontrastowo ubarwione. Odznaczają się dużymi zdolnościami regeneracyjnymi, ponieważ z każdej większej oderwanej części odrasta cały robak.

## Rozmnażanie
Wypławki są obojnakami, zachodzi między nimi zapłodnienie krzyżowe. Jaja są składane w odpornych na niekorzystne warunki kokonach i najczęściej umieszczane na liściach roślin wodnych. Mogą się również rozmnażać przez podział poprzeczny.

## Odżywianie
Większość wypławków to drapieżniki, polują na skorupiaki, ślimaki, małżoraczki, skąposzczety, larwy owadów, niektóre zjadają też ikrę ryb (np. zawleczony do Polski z Ameryki Płn. wypławek tygrysi (Dugesia tigrina). Wirki wysysają swe ofiary za pomocą gardzieli wysuwanej na zewnątrz ciała. Bez pożywienia mogą się obyć nawet przez rok. W czasie głodówki następuje stopniowy zanik narządów wewnętrznych i zmniejszanie się rozmiarów ciała.
Wirki wykazują fototropizm ujemny (światłowstręt) i dlatego spotyka się je pod kamieniami i ukryte wśród roślin.

## Gatunki
W Polsce występuje 13 gatunków tych zwierząt. W zimnych wodach żyją: wypławek alpejski (Crenobia alpina), wypławek karpacki (Dendrocoelum carpathicum) oraz wielooczka rogata (Polycelis felina). W wodach stojących pospolite są: wypławek biały (Dendrocoelum lacteum) oraz dwa gatunki ciemno ubarwione, bardzo do siebie podobne: Schmidtea lugubris (syn. Dugesia lugubris) i Schmidtea polychroa (syn. Dugesia polychroa).
Anna Stańczykowska w książce pt. „Zwierzęta bezkręgowe naszych wód” opisuje następujące gatunki
:
Rodzina Dendrocoelidae
- Bdellocephala punctata (Pallas, 1774)[8]
- Dendrocoelum carpathicum Komarek, 1926[7] – wypławek karpacki[potrzebny przypis]
- Dendrocoelum lacteum (Müller, 1774)[6] – wypławek biały[9][10]

Rodzina Dugesiidae
- Dugesia gonocephala (Duges, 1830)[11]
syn. Planaria gonocephala[5] Duges, 1830[11], Euplanaria gonocephala (Duges, 1830)[11]
- Schmidtea lugubris (Schmidt, 1861)[3] – wypławek czarny[9]
syn. Planaria lugubris (O. Schmidt)[5], Dugesia lugubris[5] (Schmidt, 1861)[3], Euplanaria lugubris (Schmidt, 1861)[3]

Rodzina Planariidae
- Crenobia alpina (Dana, 1766)[12] – wypławek alpejski[9]
syn. Planaria alpina[5] (Dana, 1766)[12]
- Planaria torva (Müller OF, 1773)[10] – wypławek brunatny[15]
- Polycelis felina (Dalyell, 1814)[14] – wielooczka rogata[16]
syn. Polycelis cornuta[5] (Johnston, 1822)[14]
- Polycelis nigra (Müller, 1774)[13] – wielooczka czarna[9]

Najpospolitszym wypławkiem występującym w Bałtyku jest płochliwy wypławek żwawy Procerodes littoralis (Strøm, 1768), syn. Procerodes litoralis (Strøm, 1768) z rodziny Procerodidae.